# 三叠泉
29°33′55″N 116°01′36″E / 29.56528°N 116.02667°E

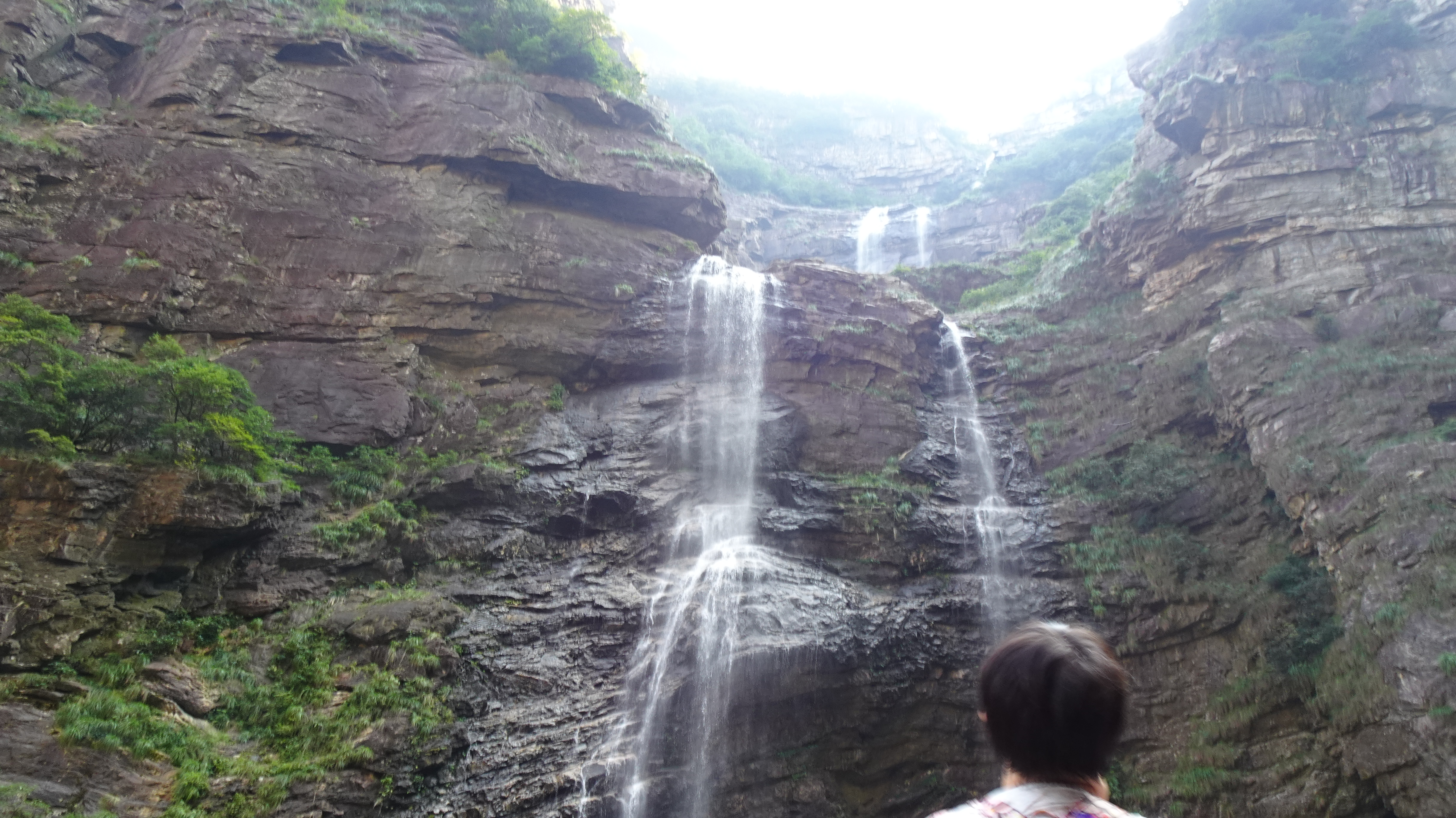

三叠泉是位于中国江西庐山东部的一处瀑布，源出大月山。其成因为溯源侵蚀河流袭夺形成，由于地层岩性不同，经过长期侵蚀后，形成了三级阶梯，水流顺阶倾泻，先从五老峰北崖口垂直落到大磐石上，再经过两次折叠分散后重新汇聚，又再次下泻，故名三叠泉。落差共有155米。
三叠泉于南宋绍熙二年（1191年）被樵夫偶然发现，其后文人墨客接踵而至。宋代理学家朱熹曾于附近白鹿洞书院讲学，离开后从信件中获知“五老峰下新泉三叠，颇为奇胜”，可惜“未能一游其下，以快心目”，只得请人画来观赏。现存宋留元刚题记、元大德九年庐山寻真观题记、明刘世扬题记、清双溪草堂等摩崖石刻十余处，已被列为江西省文物保护单位。